# X-Men Legends
X-Men Legends es un videojuego de rol de acción desarrollado por Raven Software y publicado por Activision. Fue lanzado en las consolas GameCube, PlayStation 2 y Xbox en 2004. Barking Lizards Technologies desarrolló el puerto N-Gage del juego, que fue lanzado a principios de 2005. Los jugadores pueden jugar como uno de los quince personajes de X-Men de Marvel Comics, con la habilidad para cambiar entre cuatro personajes controlados por computadora o humanos en cualquier momento.
X-Men Legends sigue a Alison Crestmere, una joven mutante que tiene la capacidad de convocar y controlar la actividad volcánica. Mientras se le enseña a Alison a controlar sus poderes en la Mansión X, los X-Men son enviados a varias misiones. Finalmente, los X-Men se enteran del plan de Magneto para cubrir la tierra de oscuridad desde su base en el asteroide M.
X-Men Legends recibió críticas generalmente positivas de los críticos. La versión de Xbox fue la mejor recibida, obteniendo puntajes agregados de 83% y 82/100 en los sitios web agregados de revisión GameRankings y Metacritic respectivamente. Los revisores elogiaron la variación de Raven en los gráficos con sombreado de celdas. Debido al éxito del juego se hizo una secuela, X-Men Legends II: Rise of Apocalypse .
Dentro del Multiverso Marvel, el universo de X-Men Legends se designa como Earth-7964.

## Modo de juego
X-Men Legends es un juego de rol de acción. Los jugadores eligen un equipo de hasta cuatro personajes de un grupo más grande de X-Men. A medida que los jugadores avanzan en el juego, se desbloquean X-Men adicionales. En las versiones de consola, hasta cuatro jugadores pueden jugar en la campaña cooperativa, con la posibilidad de agregar o quitar jugadores en cualquier momento. El juego cooperativo presenta un sistema de combate refinado y la capacidad de interactuar con personajes que no son jugadores . El juego también cuenta con un modo de escaramuza, que permite a los jugadores luchar entre sí o contra oleadas de enemigos controlados por computadora.
A medida que los personajes obtienen puntos de experiencia , los jugadores pueden mejorar sus cuatro poderes principales y otras habilidades exclusivas de ese personaje. Los elementos que se encuentran durante el juego también se pueden equipar para mejorar aún más las habilidades de un personaje. Los personajes pueden combinar ataques para crear un combo , en el que dos o más jugadores usan sus poderes mutantes en un solo enemigo al mismo tiempo. Las habilidades especiales de los personajes se pueden usar para crear un "Super Combo" cuando se combinan con un "Xtreme Power" que está disponible en el nivel 15.
La Mansión X sirve como un centro al que el equipo regresa después de cada misión. Mientras está en la mansión, un jugador controla a Alison Crestmere mientras explora y aprende sobre sí misma y los otros X-Men. Aquí los jugadores también pueden ver el arte de la pantalla de carga , las cinemáticas y las portadas de cómics adquiridos durante el juego. Se puede acceder a las biografías de los X-Men y sus enemigos en las computadoras ubicadas en la mansión. Los jugadores pueden participar en un juego de trivia de X-Men, que otorga puntos de experiencia por las respuestas correctas. Además, los jugadores pueden acceder el ordenador para jugar en la Sala de Peligro misiones de reto desbloqueables durante el desarrollo del juego.
Los jugadores tienen dos vendedores disponibles para ellos: Forja, que vende equipos y Morlock Healer , que proporciona paquetes de salud y energía, así como discos de entrenamiento para usar en la Sala de peligro. Forge está disponible después de que Alison lo contacte accidentalmente desde Mansión X, y se puede acceder a Healer después de la tercera misión.
La versión N-Gage de X-Men Legends contiene la mayoría de las funciones que se encuentran en las versiones de consola. Sin embargo, el juego se juega desde un punto de vista isométrico. Los personajes son sprites bidimensionales basados en sus contrapartes tridimensionales de consola, y los niveles se rediseñaron para cumplir con las limitaciones del punto de vista isométrico. Las escenas de corte se reutilizaron de las versiones de consola, pero se representan a una velocidad de fotogramas mucho más baja. Los jugadores pueden vincularse con otros sistemas N-Gage para un juego cooperativo de cuatro jugadores utilizando la tecnología celular GSM.

## Trama
X-Men Legends no está ambientado en ningún universo particular de Marvel Comics. Se juega desde la perspectiva de una adolescente llamada Alison Crestmere, una mutante con la capacidad de controlar la actividad volcánica. Al comienzo del juego, Alison es secuestrada por la Organización de Seguridad e Investigación Genética (GRSO). Mientras los soldados de la GRSO se la llevan, Mystique llega con Blob y se lleva a Alison de los soldados. A su vez, es rescatada de Mystique y Blob por los X-Men Lobezno y Cyclops , quienes la llevan al Instituto Xavier para explorar sus poderes. Mientras Alison entrena, los X-Men investigan un centro de investigación de Alaska que está siendo atacado por la Hermandad de Mutantes y luego rescatan a Gambit de los Morlocks. Luego intentan evitar que la Hermandad rescate a Magneto del cautiverio a bordo del USS Arbiter. Mystique puede penetrar las defensas y liberar a Magneto, y el daño resultante causado por la Hermandad deja a los X-Men para rescatar a varios miembros de la tripulación del Inquisidor.
Con el entrenamiento de Alison completo, toma el nombre en clave Magma y los X-Men viajan a Rusia para ayudar a Coloso a evitar que la Hermandad obtenga plutonio apto para armas. Después de cumplir esta misión, descubren que la hermana de Coloso, Illyana , está en coma debido a un control psíquico que le impuso el Rey de las Sombras . El profesor Xavier, Emma Frost y Jean Grey entran en el plano astral para salvarla. Lo logran, pero en el proceso Xavier es capturado por el Rey de las Sombras.  Después de la captura de Xavier, los X-Men se enteran de que el general William Kincaid, un líder en el movimiento antimutante, está construyendo Centinelas cazadores de mutantes. Magneto viaja a su base en el asteroide M, donde revela su plan para cubrir la Tierra de oscuridad. Mientras tanto, los X-Men liberan a Xavier, quien derrota al Rey de las Sombras en una batalla psíquica. Los X-Men viajan al Asteroide M, donde descubren que el asteroide está en curso de colisión con la Tierra. Después de derrotar a Magneto, buscan el Gravitron, un dispositivo utilizado para pilotar el asteroide. Se encuentran con el General Kincaid, que pilota Molde Maestro, un prototipo de Centinela más grande y poderoso. Después de derrotar al general Kincaid, los X-Men localizan el Gravitron y Magma usa sus poderes para llevar el asteroide de vuelta al espacio. La victoria de los X-Men en el Asteroide M es observada por Apocalipsis , quien hace su próxima trama desde su base.
En el epílogo del juego, un presentador de noticias de televisión informa que Magneto todavía está prófugo y que el general Kincaid ha sido arrestado por crímenes contra la humanidad. El juego termina con el presidente de los Estados Unidos agradeciendo a los X-Men por su servicio.

### Personajes
| Héroes - Bestia - Coloso - Cíclope - Emma Frost - Gambito - Hombre de Hielo - Jean Gray - Júbilo - Magma - Rondador Nocturno - Profesor X - Psylocke - Rogue - Tormenta - Wolverine | Villanos - Avalancha - Blob - Havok - Juggernaut - Magneto - Marrow - Máster Mold - Mystique - Pyro - Dientes de Sable - Centinelas - Rey Sombra - Sapo | Otros personajes - Bishop - Forja - Healer - Illyana Rasputin - Moira MacTaggert - Hombre Múltiple |

## Desarrollo
X-Men Legends fue anunciado en un comunicado de prensa por Activision el 23 de abril de 2003. El juego es el primer título de consola de Raven Software; después de una serie de títulos exitosos para computadoras personales, quería expandirse al mercado de las consolas. La compañía desarrolló las tres versiones de consola simultáneamente y usó el motor Alchemy de Vicarious Visions como base para el juego.  Después de decidir hacer un "RPG de X-Men", el personal comenzó a intercambiar ideas sobre la historia, la jugabilidad y el diseño. Raven quería presentar una dinámica basada en el equipo, algo que sentía que estaba ausente en los juegos anteriores de X-Men. El concepto original presentaba un juego por turnos, similar a un Final Fantasy .juego. Sin embargo, el equipo concluyó que los jugadores preferirían más acción que permitiera controlar los superpoderes del personaje. El cambio de género resultó problemático para mantener el aspecto de equipo del juego.
El grupo experimentó con varios modelos de juego y optó por uno que permitía a los jugadores cambiar libremente de personaje. El producto final imita los videojuegos de rastreo de mazmorras isométricas. Raven diseñó el juego con la estrategia en mente; las habilidades de cada personaje permiten diferentes interacciones con el entorno y otros personajes. Por ejemplo, un personaje físicamente fuerte como Coloso puede romper paredes pero no puede llegar a ciertas áreas que requieren la habilidad de volar, y Iceman puede congelar a los enemigos para que otros personajes puedan derrotarlos fácilmente. El personal esperaba que las diferencias obligaran a los jugadores a cambiar de personaje regularmente durante las misiones. Se agregaron puntos de extracción, ubicaciones específicas donde los jugadores pueden cambiar de personaje, para permitirles a los jugadores continuar sin que termine el juego, en caso de que uno o más miembros del equipo fueran derrotados. Raven incluyó misiones de flash back como homenaje a la franquicia y basó algunas en temas específicos de cómics. Originalmente un juego para un solo jugador, Raven finalmente incorporó un juego cooperativo simultáneo. Los desarrolladores optaron por no crear un modo multijugador en línea, afirmando que el juego estaba "diseñado en torno a encuentros localizados".

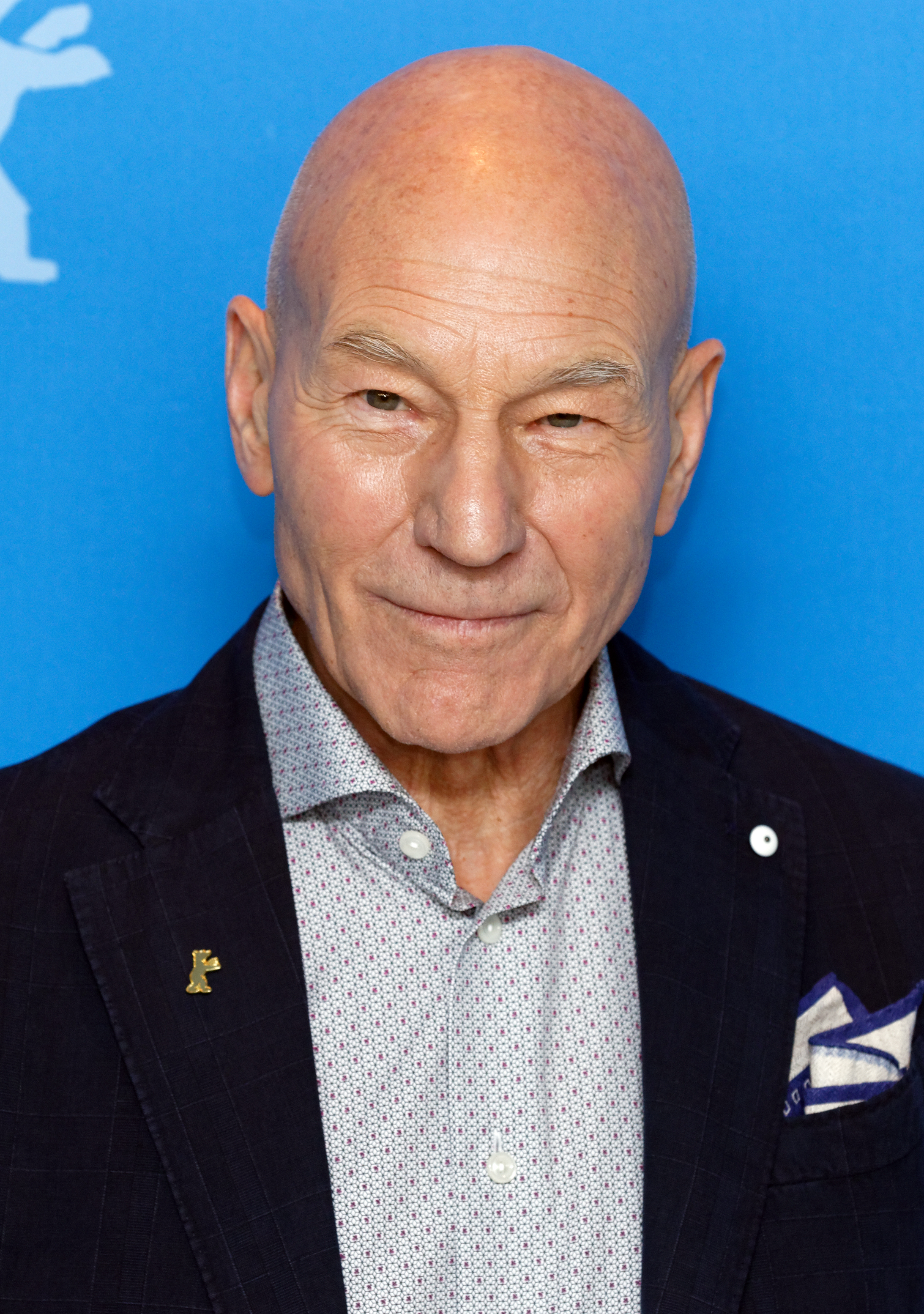
Patrick Stewart proporcionó la voz que actúa para Profesor X, una función que él también retratado en las películas de X-Men.

La historia del juego fue escrita por un grupo de ex escritores de Marvel conocido como Man of Action, formado por Duncan Rouleau, Joe Casey, Joe Kelly y Steven T. Seagle, con la consultoría de Stan Lee. Man of Action eligió al personaje Magma como su protagonista porque era "una pizarra en blanco apropiada como personaje". Man of Action también declaró que el guion de X-Men Legends tenía más de quinientas páginas. Los escritores crearon una historia que permitiría a los jugadores cambiar su equipo activo a lo largo del juego y no afectar el flujo general de la historia.
El elenco de voces del juego está formado en gran parte por estrellas de cine y televisión, así como por actores de doblaje veteranos. Patrick Stewart repitió su papel como el profesor Xavier de las películas de X-Men, mientras que Tony Jay expresó a Magneto. Ed Asner prestó su voz como Healer, un chamán Morlock . Lou Diamond Phillips hizo la voz de Forja, un mutante nativo americano cuyo poder le otorga talento intuitivo para inventar dispositivos mecánicos. Danica McKellar hizo la voz de Júbilo , una joven mutante que genera plasmoides de la punta de sus dedos. Los veteranos actores de voz Steven Blum, Gray DeLisle, Dee Bradley Baker, Robin Atkin Downes y Dorian Harewood también prestaron sus voces como Lobezno, Mística, Rondador Nocturno, Cíclope y Rey de Sombras, respectivamente.  La música para el juego fue compuesta por Rik Schaffer de Womb Music, con sede en Los Ángeles.
Los personajes fueron seleccionados de diferentes líneas de tiempo en el universo X-Men. El director artístico Brian Pelletier dijo que tomaron los personajes más memorables de los últimos 40 años y los agruparon.  X-Men Legends usa cel shading para dar a los personajes una apariencia de cómic. Sin embargo, Raven citó que optaron por texturas de alta resolución en ese momento para mantenerse alejados de los personajes "de aspecto caricaturesco". El proceso se logró creando una segunda copia del modelo, invirtiendo las normales y luego aumentando ligeramente el tamaño del modelo. Los trajes de los personajes se inspiraron en Ultimate X-Men de Marvel Comics , pero algunos de los X-Men que se pueden jugar en X-Men Legends no habían aparecido en los cómics en el momento de su lanzamiento, por lo que, con el permiso de Marvel, Raven creó looks únicos para esos personajes. Durante el desarrollo, Raven probó formatos visuales para los X-Men, incluido el uso de sus nuevos uniformes X-Men y la eliminación de la apariencia de sombreado de celdas de los personajes.  Por el contrario, las historias de fondo, las relaciones y las personalidades de los X-Men se tomaron del universo principal de Marvel.  Ángel también se incluiría en el juego, y  le daría la voz, pero se eliminó de la versión final.
El presupuesto de marketing del juego fue de $ 5 millones.

## Recepción
X-Men Legends recibió críticas en su mayoría positivas, y la versión de Xbox recibió las puntuaciones agregadas más altas de 83,36% en GameRankings y 82/100 en Metacritic. La versión de GameCube obtuvo la siguiente calificación más alta, con una puntuación de 81,98% en GameRankings y 81/100 en Metacritic. Aunque la versión de PlayStation 2 recibió las puntuaciones más bajas de las versiones de consola, todavía le fue bien, con una puntuación del 80,50% en GameRankings y 79/100 en Metacritic. La versión N-Gage obtuvo puntajes similares a sus contrapartes de consola, recibiendo 76.13% y 79/100 en GameRankings y Metacritic, respectivamente. En 2011, GamePro enumeró retrospectivamente "el combate cuerpo a cuerpo, la capacidad de personalizar tus estadísticas y el modo multijugador" entre los puntos fuertes de X-Men Legends , y agregó que el juego "tuvo tanto éxito que creó una secuela bien recibida y allanó el camino para Marvel Serie Ultimate Alliance ".
Los críticos generalmente elogiaron el uso del sombreado de celdas en el juego. Hilary Goldstein de IGN declaró, "para capturar la 'sensación de cómic', Raven Soft optó por una apariencia cel-shaded con Legends . No es que los personajes se vean bidimensionales, pero tienen texturas muy básicas y un corte-panorama". GameSpot reviewer Jeff Gerstmann señaló fuera que aunque los caracteres son cel-sombreados, los entornos no son, haciéndoles fáciles de distinguir. El modo de juego fue elogiado por sus elementos de rol , poderes de personajes y combate cuerpo a cuerpo. Eurogamer elogió el sistema de control de la versión de Xbox para los poderes de los personajes y los ataques cuerpo a cuerpo, así como el combate "fluido".
Los revisores encontraron que faltaba la inteligencia artificial (IA) y recomendaron el modo multijugador del juego. En general, las opiniones se mezclaron sobre el tema de la actuación de voz. El crítico de X-Play , Russ Fischer, lo llamó "puramente promedio",  aunque hizo una excepción con la interpretación del profesor Xavier de Patrick Stewart. IGN notó que mientras algunas actuaciones de voz encajaban bien con los personajes, otras parecían fuera de lugar.
La versión de N-Gage fue elogiada por la capacidad de jugar de forma cooperativa utilizando la tecnología bluetooth de N-Gage. Los revisores también encontraron que los gráficos del juego eran "muy fuertes"  y que "todo se ve increíble". También se elogió la presencia de la actuación de voz en el puerto de N-Gage, y el crítico de GameSpy , Justin Leeper, afirmó que los clips de audio parecían "sacarse de otras versiones". Sin embargo, criticó a la IA por ser "[un] poco estúpida en momentos inoportunos"  y por no usar las habilidades curativas del juego en momentos importantes.

## Secuela y juegos similares
X-Men Legends vendió suficientes copias para incluirse en las líneas presupuestarias de las tres consolas en las que se lanzó: PlayStation 2's Greatest Hits,  GameCube's Player's Choice,  y Xbox's Platinum Hits. Para julio de 2006, la versión de PlayStation 2 de X-Men Legends había vendido 800.000 copias y ganado $28 millones en los Estados Unidos. Next Generation lo clasificó como el 74.º juego más vendido lanzado para PlayStation 2, Xbox o GameCube entre enero de 2000 y julio de 2006 en ese país. Ventas combinadas de las serie Leyendas  alcanzó 2 millones de unidades en los Estados Unidos en julio de 2006.
Una secuela, X-Men Legends II: Rise of Apocalypse, se lanzó para todas las plataformas principales en el otoño de 2005. y N-Gage más tarde ese año. Barking Lizards nuevamente ayudó a portar el juego, esta vez a dispositivos de teléfonos móviles. Vicarious Visions transfirió el juego a PlayStation Portable (PSP) y Beenox desarrolló el puerto para PC. El éxito de la serie X-Men Legends llevó a Raven Software, Marvel y Activision a crear el videojuego Marvel: Ultimate Alliance, que se lanzó en varias consolas, dispositivos portátiles y PC en 2007. Barking Lizards, Vicarious Visions y Beenox manejaron los puertos para diferentes plataformas. Marvel: Ultimate Alliance fue seguido por Marvel: Ultimate Alliance 2, desarrollado conjuntamente por Vicarious Visions, n-Space y Savage Entertainment. Marvel Ultimate Alliance 2 se lanzó en varias consolas y dispositivos portátiles en el otoño de 2009. Vicarious Visions desarrolló las versiones de PS3 y Xbox 360.  mientras que n-Space desarrolló las versiones de Nintendo DS, PSP y Wii. Savage Entertainment portó la versión desarrollada por n-Space a la PSP.